# روز بهاری
«روز بهاری» (به انگلیسی: Spring Day) ترانه‌ای از گروه پسرانهٔ کره‌ای بی‌تی‌اس است که به‌عنوان قطعه‌ای از آلبوم ۲۰۱۷ گروه، هرگز تنها راه نمی‌روی منتشر شد؛ این آلبوم، نسخهٔ بسته‌بندی‌شدهٔ دومین آلبوم استودیویی کره‌ای‌زبان بال‌ها (۲۰۱۶) بود. این ترانه توسط «هیت‌من» بنگ، آراِم، شوگا، ادورا، آرلیسا راپرت، پیتر ایبسن و تهیه‌کنندهٔ آن پی‌داگ نوشته شد. «روز بهاری» در ۱۳ فوریهٔ ۲۰۱۷، به عنوان تک‌آهنگ آغازین آلبوم، توسط بیگ هیت انترتینمنت برای دانلود دیجیتال و استریم منتشر شد. در ۴ ژوئن ۲۰۱۸، ریمیکسی از این ترانه به‌صورت رایگان، در ساوندکلاود منتشر شد. نسخه‌ای ژاپنی از این ترانه در ۱۰ مهٔ ۲۰۱۷، توسط یونیورسال میوزیک ژاپن منتشر شد و بی-ساید آلبوم تک‌آهنگی بود که شامل «خون عرق و اشک» و «امروز نه» به زبان ژاپنی می‌شد. این ترانه در سبک آلترناتیو هیپ هاپ و پاپ راک بالاد احساسی و متکی به سازهای راک است. متن این ترانه به موضوعات فقدان، اشتیاق، سوگ و گذشتن می‌پردازد.
این ترانه به‌خاطر تهیه‌کنندگی، متن احساسی و خوانندگی بی‌تی‌اس، نقدهای مثبت جهانی را از منتقدین موسیقی دریافت کرد. «روز بهاری» که اغلب به‌عنوان یکی از بهترین ترانه‌های تاریخ کی-پاپ شناخته می‌شود، چندین جایزه را از آن خود کرد که از آن جمله می‌توان به ترانهٔ سال در مراسم جوایز موسیقی ملون ۲۰۱۷ و حضور در فهرست بهترین ترانه‌های کی-پاپ دهه در بیلبورد اشاره کرد. رولینگ استون از این ترانه به‌عنوان یکی از بهترین ترانه‌های گروه‌های پسرانه در تمام دوران‌ها نام برد. این ترانه از نظر تجاری، در کرهٔ جنوبی موفق بود و پس از انتشار، در رتبهٔ اول جدول دیجیتال گائون قرار گرفت و تا به امروز، بیش از ۲٫۵ میلیون کپی از آن در این کشور به فروش رسیده‌است. این ترانه همچنین در جایگاه ۱۵ جدول فوران‌کننده زیر ۱۰۰ آهنگ داغ بیلبورد ایالات متحده قرار گرفت.
موزیک ویدئوی این ترانه توسط یونگ‌سوک چوی کارگردانی و در ۱۲ فوریهٔ ۲۰۱۷ منتشر شد. این ویدئو که با الهام از داستان کوتاه «کسانی که از خیر املاس گذشتند» (۱۹۷۳) از اورسولا لو گویین و فیلم برف‌شکن (۲۰۱۳) از بونگ جون-هو ساخته شده‌است، به مفهوم مرگ، زندگی پس از مرگ و خاتمه می‌پردازد. این موزیک ویدئو از نظر بصری و به‌خاطر نمادگرایی عمیقش، تحسین منتقدان را برانگیخت و جایزهٔ بهترین موزیک ویدئو را از مراسم جوایز موسیقی آسیایی ام‌نت ۲۰۱۷ دریافت کرد. بی‌تی‌اس «روز بهاری» را در چندین برنامهٔ موسیقی کره‌ای از جمله ام کانت‌داون، بانک موسیقی و اینکیگایو اجرا کرد. این ترانه همچنین جزو فهرست ترانه‌های اجراشده در دومین تور کنسرت جهانی گروه، تور بال‌ها (۲۰۱۷) بود

## عملکرد تجاری
«روز بهاری» از نظر تجاری، در کرهٔ جنوبی موفق بود. این ترانه پس از انتشار، در صدر هشت جدول مهم موسیقی آن‌لاین کرهٔ جنوبی از جمله ملون، ام‌نت، جینی میوزیک و اوله قرار گرفت. این ترانه در رتبهٔ اول جدول دیجیتال گائون این کشور (تاریخ ۱۸–۱۲ فوریهٔ ۲۰۱۷) جای گرفت. همچنین با فروش ۲۱۵٬۲۲۴ واحد دیجیتال در اولین هفتهٔ انتشار، در جدول دانلودهای ترکیبی اول شد. «روز بهاری» با احتساب فروش‌های دیجیتال، استریم‌ها و دانلودهای موسیقی زمینه (قطعهٔ اینسترومنتال)، ششمین ترانهٔ پرفروش جدول دیجیتال ماهانهٔ گائون در فوریهٔ ۲۰۱۷ بود. در جدول پایان سال ۲۰۱۷، این ترانه سیزدهمین ترانهٔ پرفروش کرهٔ جنوبی بود. بیش از ۲٫۵ میلیون کپی دیجیتال از این ترانه، تا سپتامبر ۲۰۱۸ به فروش رسید. «روز بهاری» تا به امروز، ترانه‌ای با طولانی‌ترین حضور در تاریخ جدول دیجیتال ملون بوده‌است.
این ترانه در ایالات متحده، وارد ۱۰۰ آهنگ داغ بیلبورد نشد اما در رتبهٔ ۱۵ جدول فوران‌کننده زیر ۱۰۰ آهنگ داغ قرار گرفت و تنها به‌مدت یک هفته در این جدول ماند. «روز بهاری» با فروش ۱۴٬۰۰۰ کپی در هفتهٔ اول انتشار، در صدر جدول ترانه‌های دیجیتال ملل بیلبورد ایالات متحده (تاریخ ۴ مارس ۲۰۱۷) قرار گرفت؛ این سومین شمارهٔ یک گروه در این جدول بود. این ترانه در ادامه، به‌ترتیب در جایگاه‌های ۲۴ و ۳۸ تک‌آهنگ‌های مستقل بریتانیا و ۱۰۰ آهنگ داغ بیلبورد ژاپن قرار گرفت.

## موزیک ویدئو

### زمینه

موزیک ویدئوی «روز بهاری»؛ بی‌تی‌اس در دشتی پوشیده از برف، به درختی برهنه و تنها خیره مانده‌اند.این نماد آغاز «سفری جدید» است و در این سفر، این دوستی نجات‌بخش آن‌هاست.

موزیک ویدئوی «روز بهاری» به کارگردانی یونگ‌سوک چوی، در ۱۲ فوریهٔ ۲۰۱۷ پخش شد. این ویدئو با الهام از داستان کوتاه فلسفی «کسانی که از خیر املاس گذشتند» (۱۹۷۳) از اورسولا لو گویین و همچنین فیلم برف‌شکن (۲۰۱۳) از بونگ جون-هو ساخته شده‌است. این موزیک ویدئوی پنج دقیقه‌ای، حاوی نمادگرایی گسترده‌است و به مفهوم «مرگ، زندگی پس از مرگ و خاتمه» می‌پردازد.

### بازخورد
بسیاری از طرفداران و نشریات رسانه‌ای، این موزیک ویدئو را به فاجعهٔ کشتی سِوول مرتبط دانستند که در ۱۶ آوریل ۲۰۱۴ اتفاق افتاد و به مفقودشدن و مرگ بیش از ۳۰۰ دانش‌آموز انجامید. آراِم در این باره می‌گوید، ویدئو بر بازنمایی تصویری متن ترانه تمرکز دارد و می‌توان تفسیرهای مختلفی از آن کرد. این موزیک ویدئو جایزهٔ بهترین موزیک ویدئو را از مراسم جوایز موسیقی آسیایی ام‌نت ۲۰۱۷ دریافت کرد.

## فهرست قطعات
| دانلود دیجیتال / استریم – نسخهٔ کره‌ای | دانلود دیجیتال / استریم – نسخهٔ کره‌ای | دانلود دیجیتال / استریم – نسخهٔ کره‌ای |
| شماره                                | نام                                  | مدت                                  |
| ------------------------------------ | ------------------------------------ | ------------------------------------ |
| ۱.                                   | «روز بهاری»                          | ۴:۳۴                                 |

| استریم رایگان – بریت راک ریمیکس | استریم رایگان – بریت راک ریمیکس | استریم رایگان – بریت راک ریمیکس |
| شماره                           | نام                             | مدت                             |
| ------------------------------- | ------------------------------- | ------------------------------- |
| ۱.                              | «روز بهاری» (بریت راک ریمیکس)   | ۶:۱۷                            |

| دانلود دیجیتال / سی‌دی تک‌آهنگ – نسخهٔ ژاپنی | دانلود دیجیتال / سی‌دی تک‌آهنگ – نسخهٔ ژاپنی | دانلود دیجیتال / سی‌دی تک‌آهنگ – نسخهٔ ژاپنی |
| شماره                                     | نام                                       | مدت                                       |
| ----------------------------------------- | ----------------------------------------- | ----------------------------------------- |
| ۱.                                        | «خون، عرق، اشک»                           | ۳:۳۵                                      |
| ۲.                                        | «امروز نه»                                | ۳:۵۲                                      |
| ۳.                                        | «روز بهاری»                               | ۴:۳۴                                      |
| مجموع مدت:                                | مجموع مدت:                                | ۱۲:۰۱                                     |

## عوامل
| جزئیات برگرفته از یادداشت‌های سی‌دی هرگز تنها راه نمی‌روی و خون، عرق، اشک است. - بی‌تی‌اس – آواز - «هیت‌من» بنگ – ترانه‌سرایی - آراِم – ترانه‌سرایی - شوگا – ترانه‌سرایی - ادورا – ترانه‌سرایی - آرلیسا راپرت – ترانه‌سرایی، کورس - پیتر ایبسن – ترانه‌سرایی، مهندسی ضبط - پی‌داگ – ترانه‌سرایی، تهیه‌کنندگی، سینث‌سایزر، کیبورد، تنظیم آواز، تنظیم رپ، مهندسی ضبط - کی‌ام-مارکیت – ترانه‌سرایی (نسخهٔ ژاپنی) - جونگ‌کوک – کورس - جونگ جه‌پیل – گیتار - لی جویونگ – بیس - جونگ وویونگ – مهندسی ضبط - جیمز اف. رینولدز – مهندسی میکس | توضیحات برگرفته از ساوندکلاود است. - بی‌تی‌اس – آواز - «هیت‌من» بنگ – تهیه‌کنندگی، ترانه‌سرایی - آراِم – ترانه‌سرایی - شوگا – ترانه‌سرایی - ادورا – ترانه‌سرایی - آرلیسا راپرت – ترانه‌سرایی - پیتر ایبسن – ترانه‌سرایی، مهندسی ضبط - هیس نویز – برنامه‌ریزی ریتم - داکسکیم – تنظیم گروه - خان – تنظیم گروه - یانگ گا – مهندسی میکس |

## جدول‌ها
| جدول (۲۰۲۲–۲۰۱۷)                                   | بالاترین موقعیت |
| -------------------------------------------------- | --------------- |
| کانادا (۱۰۰ تک‌آهنگ داغ کانادا)                     | ۱۰۰             |
| دانلود فنلاند (جدول‌های رسمی فنلاند)                | ۶               |
| ژاپن (۱۰۰ آهنگ داغ ژاپن)                           | ۳۸              |
| مالزی (آرآی‌ام)                                     | ۹               |
| تک‌آهنگ‌ها هیت‌سیکر نیوزیلند (آرام‌ان‌زد)               | ۳               |
| فیلیپین (۱۰۰ آهنگ داغ فیلیپین)                     | ۵۶              |
| کرهٔ جنوبی (گائون)                                  | ۱               |
| جدول تک‌آهنگ‌های مستقل بریتانیا (اوسی‌سی)             | ۲۴              |
| جدول دانلود تک‌آهنگ‌های بریتانیا (اوسی‌سی)            | ۴۶              |
| فوران‌کننده زیر ۱۰۰ آهنگ داغ ایالات متحده (بیلبورد) | ۱۵              |
| فروش ترانه‌های دیجیتال ملل ایالات متحده (بیلبورد)   | ۱               |
| ویتنام (۱۰۰ آهنگ داغ ویتنام)                       | ۴۸              |

| جدول (فوریهٔ ۲۰۱۷) | موقعیت |
| ----------------- | ------ |
| کرهٔ جنوبی (گائون) | ۶      |

| جدول (۲۰۱۷)       | موقعیت |
| ----------------- | ------ |
| کرهٔ جنوبی (گائون) | ۱۳     |
| جدول (۲۰۱۸)       | موقعیت |
| کرهٔ جنوبی (گائون) | ۳۱     |
| جدول (۲۰۱۹)       | موقعیت |
| کرهٔ جنوبی (گائون) | ۴۸     |
| جدول (۲۰۲۰)       | موقعیت |
| کرهٔ جنوبی (گائون) | ۴۷     |
| جدول (۲۰۲۱)       | موقعیت |
| کرهٔ جنوبی (گائون) | ۴۵     |

## گواهی‌نامه‌ها و فروش‌ها
| منطقه           | گواهی  | واحدهای گواهی‌شده/فروش‌ها |
| استریم          | استریم | استریم                  |
| --------------- | ------ | ----------------------- |
| ژاپن (آرآی‌ای‌جی) | طلا    | ۵۰٬۰۰۰٬۰۰۰              |

## تاریخچهٔ انتشار
| کشور  | تاریخ         | نسخه            | قالب(ها)              | ناشر(ها)                                       | منبع   |
| ----- | ------------- | --------------- | --------------------- | ---------------------------------------------- | ------ |
| مختلف | ۱۳ فوریهٔ ۲۰۱۷ | کره‌ای           | دانلود دیجیتال استریم | بیگ هیت انترتینمنت                             | [ ۴ ]  |
| مختلف | ۱۰ مهٔ ۲۰۱۷    | ژاپنی           | دانلود دیجیتال استریم | یونیورسال میوزیک دف جم رکوردینگز ویرجین میوزیک | [ ۷ ]  |
| ژاپن  | ۱۰ مهٔ ۲۰۱۷    | ژاپنی           | سی‌دی تک‌آهنگ           | یونیورسال میوزیک دف جم رکوردینگز ویرجین میوزیک | [ ۵۴ ] |
| مختلف | ۴ ژوئن ۲۰۱۸   | بریت راک ریمیکس | استریم رایگان         | بیگ هیت                                        | [ ۴۰ ] |

## واژه‌نامه
1. ↑  봄날; Bomnal
2. ↑  Brit Rock Remix
3. ↑  You Never Walk Alone